# BH Большой Медведицы
BH Большой Медведицы (лат. BH Ursae Majoris) — двойная затменная переменная звезда типа W Большой Медведицы (EW) в созвездии Большой Медведицы на расстоянии (вычисленном из значения параллакса) приблизительно 5957 световых лет (около 1826 парсеков) от Солнца. Видимая звёздная величина звезды — от +12,3m до +11,5m. Орбитальный период — около 0,6987 суток (16,768 часов).

## Характеристики
Первый компонент — бело-голубая звезда спектрального класса B9.